# Courrier de la conference de la paix

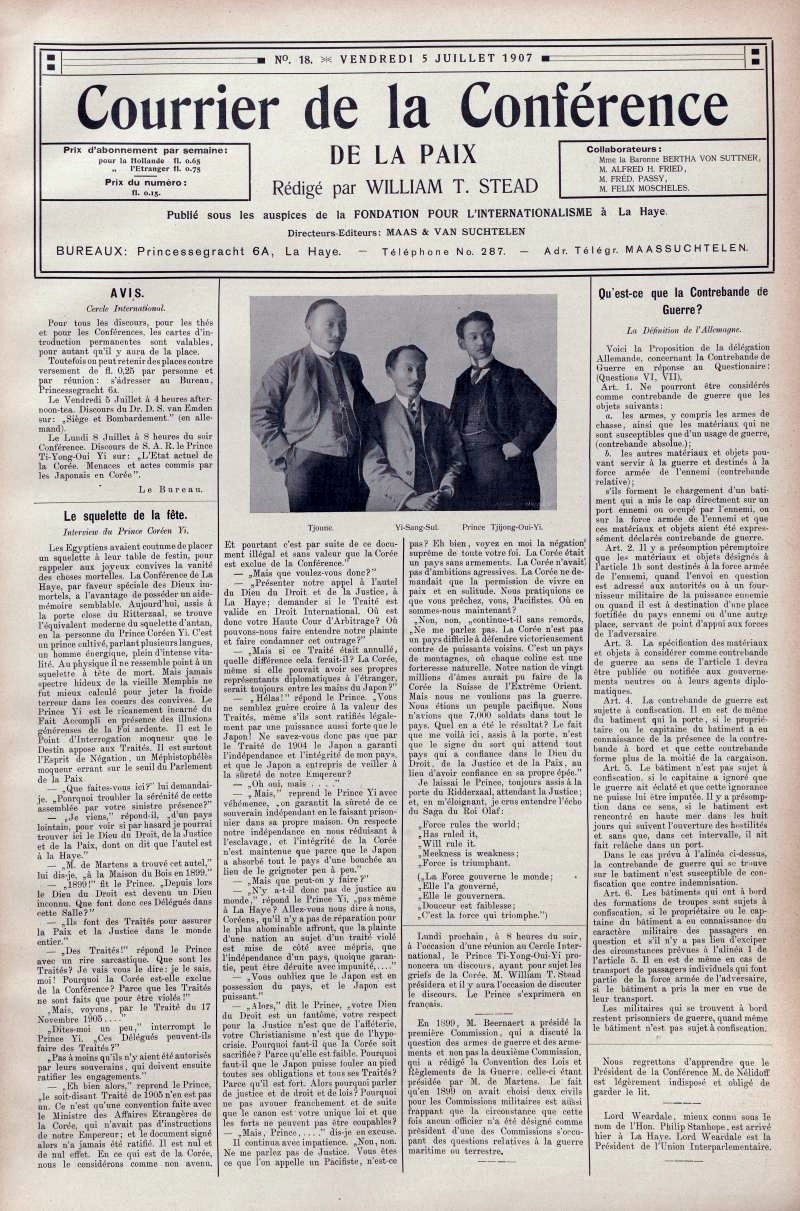
Nummer van 5 juli 1907

Courrier de la conference de la paix was een internationale, Franstalige krant die tijdens de Tweede Haagse Vredesconferentie zes dagen per week werd uitgebracht. Tussen 15 juni en 20 oktober 1907 werden 109 nummers geproduceerd.
De Courrier de la conference de la paix bevatte korte verslagen van alle plenaire vergaderingen, biografische schetsen en portretten van de gedelegeerden, interviews, fotomateriaal en cartoons. Het dagblad toonde de dagelijkse voortgang en de sfeer van de conferentie. Zo werd op 30 juni 1907 en de dagen erna onder andere aandacht besteed aan de zaak van drie Koreanen – die niet uitgenodigd waren op de vredesconferentie – die door middel van een eigen manifest de aandacht wilden vestigen op de kolonisatie van dat land door Japan. De Courrier de la conférence de la Paix publiceerde het volledige Koreaanse manifest. De Britse journalist en vredesactivist William Thomas Stead was de uitgever van het blad en onder de redactieleden bevonden zich de nobelprijswinnaars barones Bertha von Suttner, Frédéric Passy en de latere nobelprijswinnaar Alfred Hermann Fried.
Het kantoor van de krant was gevestigd aan de Prinsessegracht 6a. Dit was ook de locatie van de Cercle International, een plek waar gedelegeerden van de vredesconferentie, vredesactivisten uit binnen- en buitenland en journalisten samenkwamen. Er werden iedere dag lezingen gegeven door zowel politici en journalisten. De Cercle International werd georganiseerd door de Nederlandse pacifisten Pieter Hendrik Eykman en Paul Horrix. De  Courrier werd beschouwd als de spreekbuis van deze 'internationale academie'.
De Nederlandse uitgeverij Maas & Van Suchtelen ondersteunde Stead bij het opzetten van de Courrier.